# Barsum sucht eine Arbeit

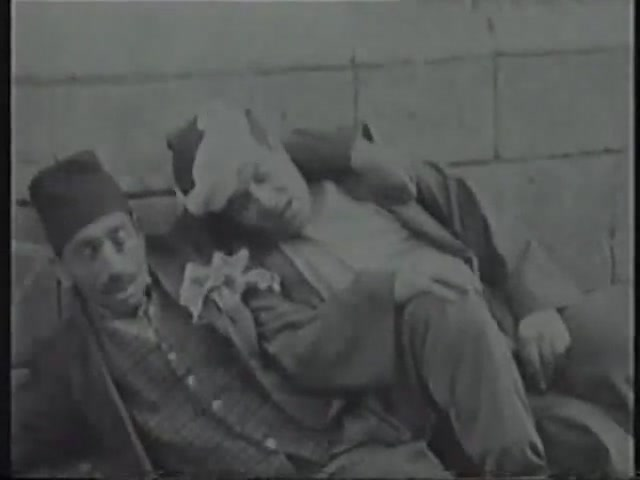
Verdauungsschlaf am Straßenrand

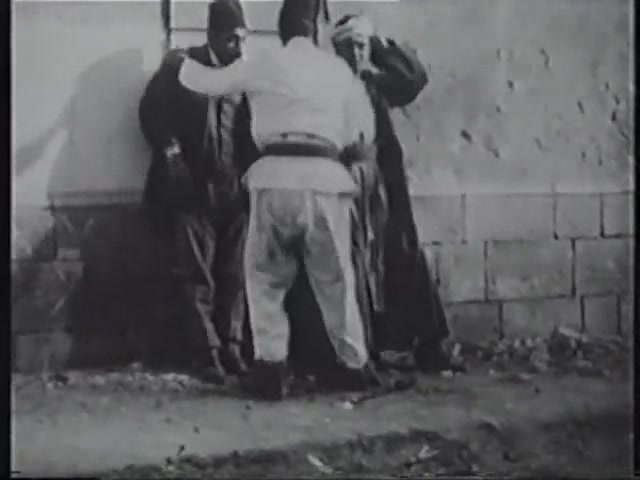
Aufgeweckt und verhaftet

Barsum sucht eine Arbeit (arabisch برسوم يبحث عن وظيفة, DMG Barsūm yabḥaṯu ʿan waẓīfa, französisch: Barsoum cherche un emploi, englisch: Barsoum Looking for a Job) ist ein Kurzfilm des ägyptischen Filmpioniers Muhammad Bayyumi aus dem Jahr 1923.

## Handlung
Der arme Sheikh Metwalli liest eine Zeitung, um nicht an seinen Hunger denken zu müssen. Die Zeitung bekommt er umsonst, er nimmt sie aus dem Müll anderer. Doch der Hunger nagt weiter. Unterdessen schleicht sich ein Straßenjunge an einen in einem Hinterhof schlafenden Obdachlosen heran und stiehlt ihm sein letztes Brot. Der Dieb kommt nicht weit. Als er den Tatort verlassen will, wird er von Sheikh Metwalli gesehen, der ihn überfällt, verprügelt und ihm das Brot raubt.
Als Barsum, der Obdachlose, unter seinem Strohhaufen erwacht, beginnt er seinen Tag mit einem Gebet zur Jungfrau Maria und zu Jesus Christus, deren Bilder an der Wand des Hinterhofs neben einer Flagge der ägyptischen Revolution hängen. Anschließend will er etwas essen, doch das Brot ist verschwunden.
Sheikh Metwalli hat sich am Straßenrand niedergelassen und verzehrt seine Beute, dann geht er nach Hause. Dort entdeckt er in einer Zeitung eine Anzeige, mit der eine Arbeit angeboten wird. Rasch läuft er zu Barsum, der einen europäischen Anzug und einen Fes, aber unter dem Jackett nicht einmal ein Hemd trägt. Metwalli berichtet Barsum von dem Arbeitsangebot. Barsum läuft hastig zum Stellengeber, während Sheikh Metwalli sich hinten an eine Kutsche anhängt.
Beide, Barsum und Metwalli, werden von einem Bankier, der einen hochgestellten Gast erwartet, versehentlich im Wagen mit Chauffeur zum Essen in seinem prächtigen Haus mitgenommen. An der Tafel lassen sie sich das Essen schmecken, entlarven sich aber nach einiger Zeit durch ihre originellen Tischmanieren. Der empörte Bankier setzt sie vor die Tür und das Hochstapler-Paar sucht sich einen ruhigen Platz am Straßenrand, um den Rausch auszuschlafen.
Die beiden betrunken am Straßenrand Liegenden werden von einem Polizisten entdeckt. Er weckt beide recht unsanft und führt sie zur Polizeiwache ab.

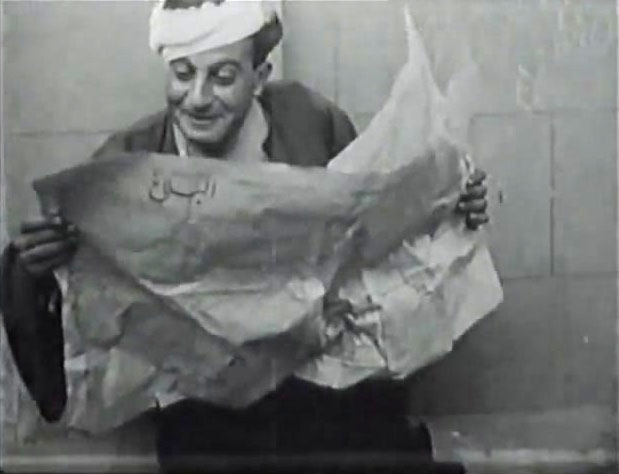
Sheikh Metwalli (Bishara Wakim) liest gegen den Hunger
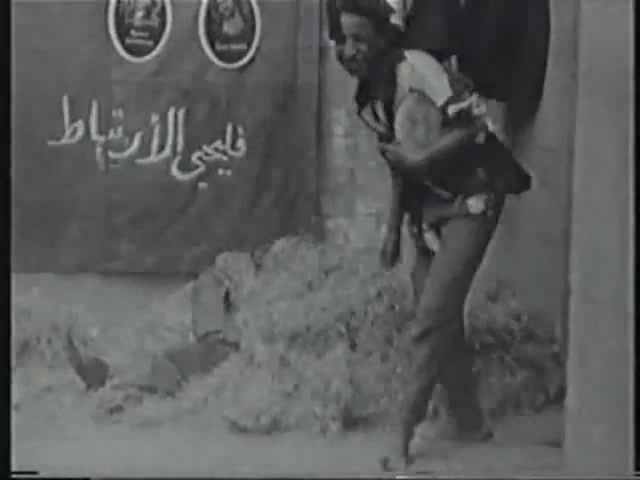
Dem im Stroh schlafenden Barsum (Abdel Hamid Zaki) wird sein Brot gestohlen
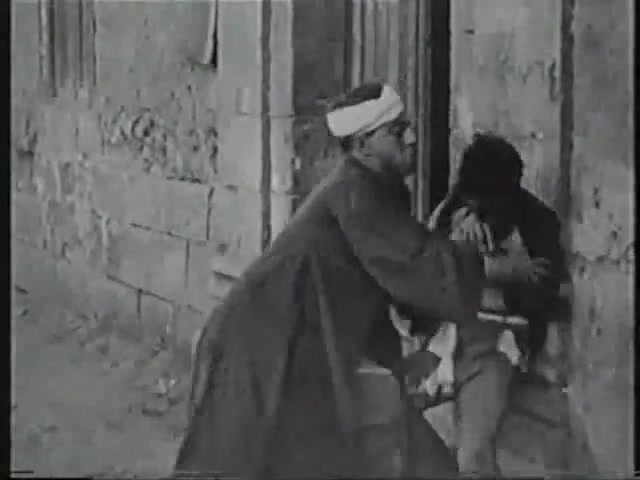
Sheikh Metwalli beraubt den Dieb
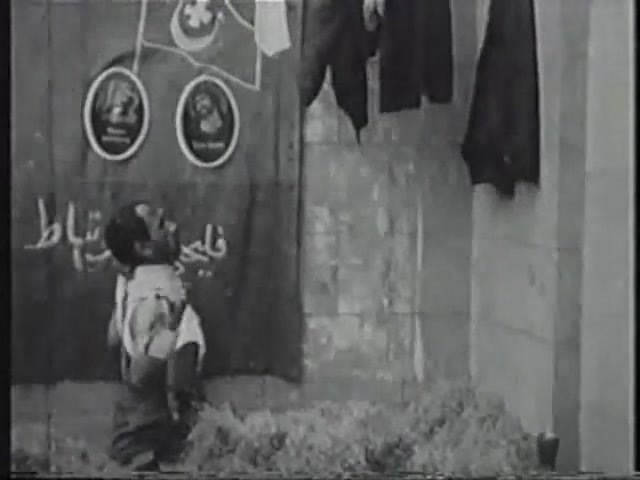
Barsum betet um Essen, im Hintergrund die Flagge der Ägyptischen Revolution
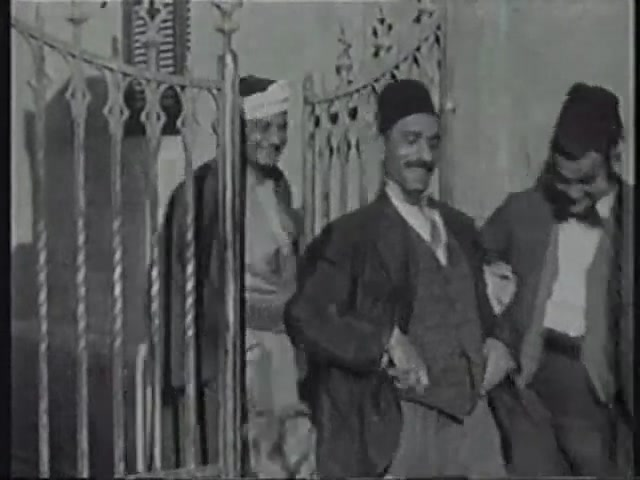
Sheikh Metwalli, Barsum und der Bankier (Victor Cohen) vor dem Festmahl

## Produktionsnotizen
Zunächst war Muhammad Bayyumi nach seiner Rückkehr von einer Europareise in Kairo als Kameramann des italienischen Regisseurs Victor Rosito an der Produktion des Langfilms In the Country of Tutankhamun (Fi Bilad Tut ‘Ankh Amun) beteiligt. Damit wurde Bayyumi der erste Ägypter, der beruflich hinter einer Filmkamera tätig war. Gleichwohl war Rositos Film noch kein ägyptischer Spielfilm. Ende 1923 produzierte Bayyumi mit den Schauspielern Bishara Wakim, Abdel Hamid Zaki und Victor Cohen Barsum sucht eine Arbeit. Dieser Film ist der älteste erhaltene ägyptische Spielfilm, Bayyumi übernahm dabei sämtliche Aufgaben außer der eines Darstellers.
Barsum sucht eine Arbeit wurde im Dezember 1923 veröffentlicht. Ursprünglich wollte Bayyumi die Figur des Barsum in einer Reihe von Komödien verwenden. Der Tod seines Sohnes im Dezember 1923 hielt ihn davon ab, diesen Plan zu verwirklichen.

## Kritik
In einer Besprechung des 1963 entstandenen ägyptischen Kreuzzugs-Melodrams Sultan Saladin erkannte die Filmhistorikerin Viola Shafik, dass der Film die arabische Identität über die Religion stellt: die Religion ist für Gott und die Heimat ist für alle. Shafik sieht die Wurzeln dieser Haltung in der Ägyptischen Revolution von 1919, als zuvor politisch marginalisierte Gruppen wie Frauen und Kopten in starkem Umfang mobilisiert wurden und ihre Kräfte im Protest gegen die britische Besatzung bündelten. In Muhammad Bayyumis Stummfilmkomödie Barsoum Looking for a Job (in ihrer Veröffentlichung Master Barsoum is Looking for a Job) sei dieser Gedanke erstmals im Kino aufgegriffen worden. Barsums Religionszugehörigkeit werde durch ein Bild der Jungfrau Maria deutlich, das an der Wand seiner ärmlichen Unterkunft hängt. Neben diesem Bild ist die grüne Flagge der Ägyptischen Revolution angebracht, die mit dem weißen Halbmond und dem Kreuz den gemeinsamen Kampf von Muslimen und Christen gegen die Briten symbolisiert.
Bayyumi ging in seiner Gleichsetzung von Muslimen und Kopten noch deutlich weiter, indem er seinen Protagonisten Barsum als einen bettelarmen Kopten beschreibt, der nicht einmal ein Bett besitzt, und seinen muslimischen Freund als jemanden zeigt der sein Brot stehlen muss. Barsumi sucht eine Arbeit drückt das Leiden der ägyptischen Einwohner unter Armut und Arbeitslosigkeit aus, seien es Muslime, Christen oder Juden.
Der Tatsache, dass Bayyumi die Rolle des Muslimen mit einem Kopten, die des Kopten mit einem Muslimen und die des Bankiers mit einem Juden besetzte, wurde als Botschaft Bayyumis verstanden: die Ägypter werden sich niemals als starke Nation erheben, solange sie durch religiöse Unterschiede gespalten werden. Auf dem Weg in eine moderne Gesellschaft müsse die Nation über der Religion stehen.